# Тенцова, Антонина Ивановна
Антонина Ивановна Тенцова (22 ноября 1922, с. Старая Вичуга, Иваново-Вознесенская губерния — 9 февраля 2014, Москва) — советский и российский учёный-фармацевт, доктор фармацевтических наук, профессор, член-корреспондент РАМН (1975).

## Биография
В 1950 г. окончила Московский фармацевтический институт.
- 1941—1943 гг. — ассистент аптеки эвакогоспиталя,
- 1944—1947 гг. — заведующая заочным сектором педагогического училища,
- 1950—1956 гг. — в аппарате Министерства здравоохранения СССР: старший инспектор Главного управления высшими медицинскими учебными заведениями МЗ СССР (1950—1952), начальник отдела подготовки среднего медперсонала, заместитель начальника Главного управления учебными заведениями Минздрава СССР (1952—1956).
- 1956−1965 гг. — на кафедре технологии лекарственных форм и галеновых препаратов фармацевтическом факультете 1 Московского медицинского института им. И. М. Сеченова: ассистент (1956—1961, 1961—1964), аспирант (1958—1961), с 1964 г. доцент и, одновременно, декан заочного отделения факультета.
- 1965—1985 гг. — директор Центрального аптечного НИИ (Всесоюзный НИИ фармации) Минздрава СССР (ныне НИИ фармации Первого МГМУ им. И. М. Сеченова Минздрава России),
- 1973—1989 гг. — заведующая кафедрой заводской технологии лекарственных средств фармацевтического факультета Первого  Московского ордена Ленина и ордена Трудового Красного Знамени медицинского института им. И.М. Сеченова,
- 1989—1998 гг. — профессор кафедры Первого МГМУ им. И. М. Сеченова.

В 1975 г. ей первой в фармации было присвоено звание члена-корреспондента РАМН по отделению медико-биологических наук, по специальности «Биофармация»(член-корреспондент РАН с 2013 года).
Занимала ведущие посты в общественных медицинских и фармацевтических научных организациях СССР и России: заместитель председателя Научного совета по фармакологии и фармации АМН СССР, председатель проблемной комиссии «Фармация» АМН СССР, заместитель председателя экспертной совета ВАК СССР, член бюро отделения медико-биологических наук АМН СССР, заместитель правления Всесоюзного научного общества фармацевтов, редактор редакционного отдела «Фармакология» БМЭ, член редколлегии журнала «Фармация». Являллась почетным членом обществ фармацевтов Венгрии, Болгарии, Медицинского общества им. Я.Пуркинье (ЧССР).

## Научная деятельность
Являлась одним из основателей нового научного направления — биофармации. Сформулировала теоретические положения биофармации, разработка ряд методов определения биологической доступности лекарственных средств, степени и скорости их всасывания из различных лекарственных форм. Создатель научной школы, подготовила 50 докторов и кандидатов фармацевтических наук. Биофармацевтические концепции, выдвинутые ученым, в настоящее время являются признанными и учитываются при разработке новых и совершенствовании традиционных лекарственных форм. Под её руководством проведены работы в области создания новых лекарственных форм — липосом и твердых дисперсных систем. В практику изготовления инъекционных лекарственных форм впервые был внедрен новых технологический способ введения лекарственных веществ в раствор в виде твердых дисперсных систем.
На основании исследований А. И. Тенцовой и её учеников был разработан показатель качества твердых лекарственных форм «Растворение», научно обоснованный подход при выборе вспомогательных веществ с целью максимального эффекта лекарственной формы. При изготовлении суппозиторией, мазей и трансдермальных терапевтических систем стали использовать разработанный в Институте фармации метод «Высвобождение». Также была изучена биоэквивалентность целого ряда зарубежных и отечественных лекарственных препаратов.

## Научные труды
Являлась автором свыше 300 печатных работ, в том числе 5 монографий. Среди них:
- «Современные аспекты исследования и производства мазей» (1980, в соавт.),
- «Лекарственная форма и терапевтическая эффективность лекарств» (1974, в соавт.),
- «Синтетические полимеры в отечественной фармацевтической практике» (1974, в соавт.),
- «Основы научной организации труда в аптеках» (1980, в соавт.),
- «Справочник фармацевта» (1973, в соавт.),
- «Фармация в СССР» (1973, в соавт.).

## Награды и звания
Награждена тремя орденами Трудового Красного Знамени, Дружбы народов и медалями. За работы в области биофармации награждена золотой медалью Словацкой академии наук.